# St. Heribert (Eschweiler über Feld)

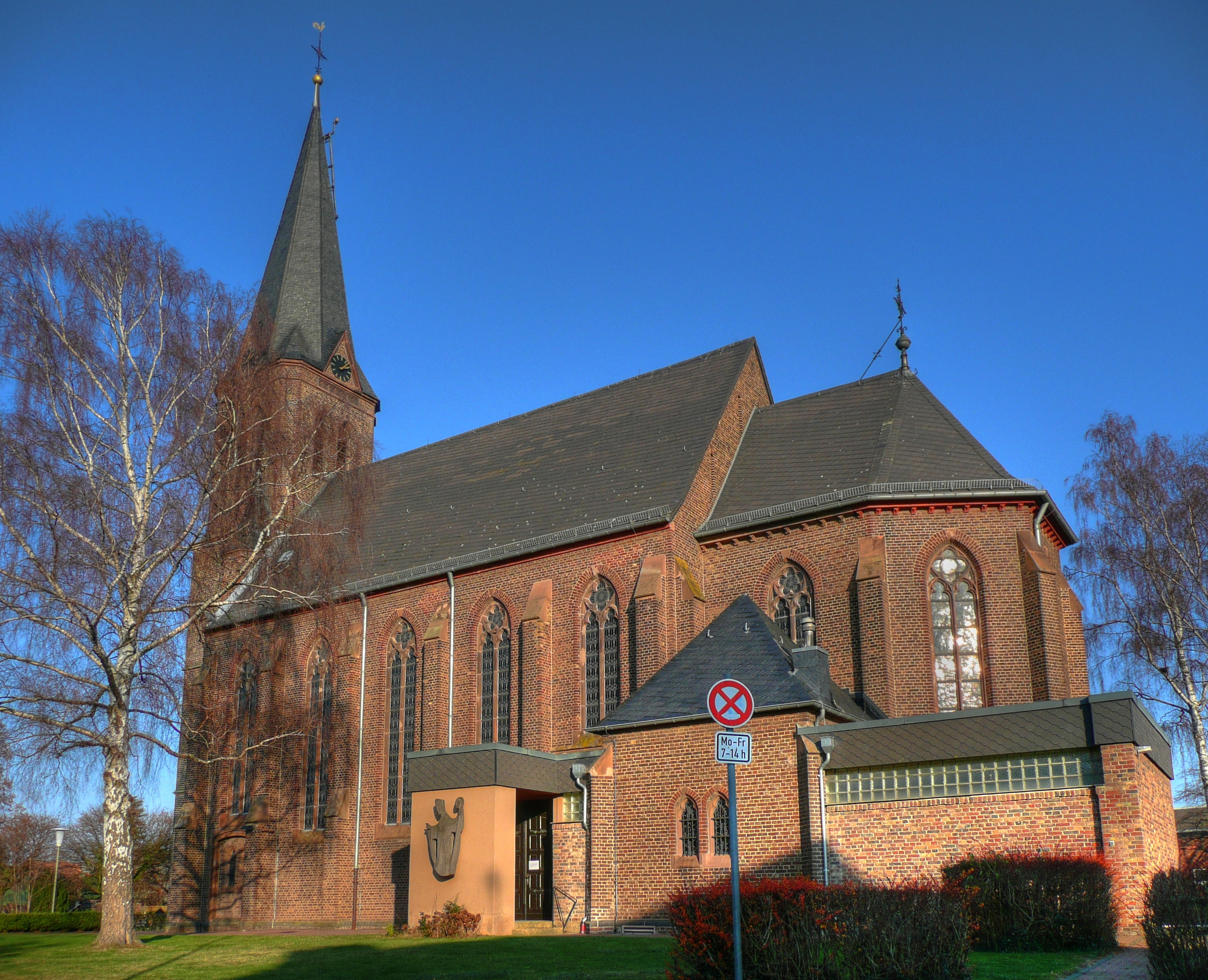
St. Heribert in Eschweiler über Feld

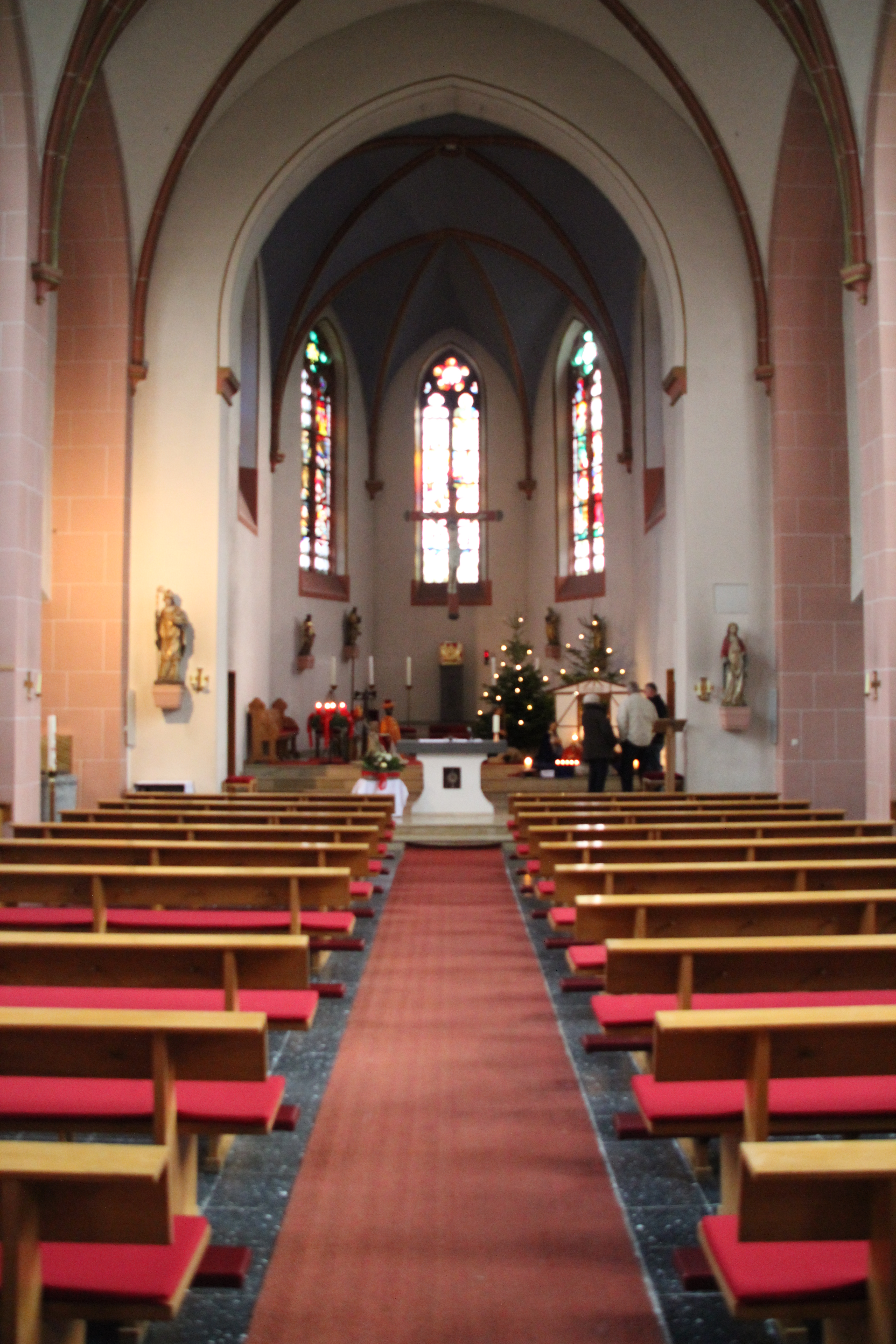
Innenansicht mit Blick zum Chor

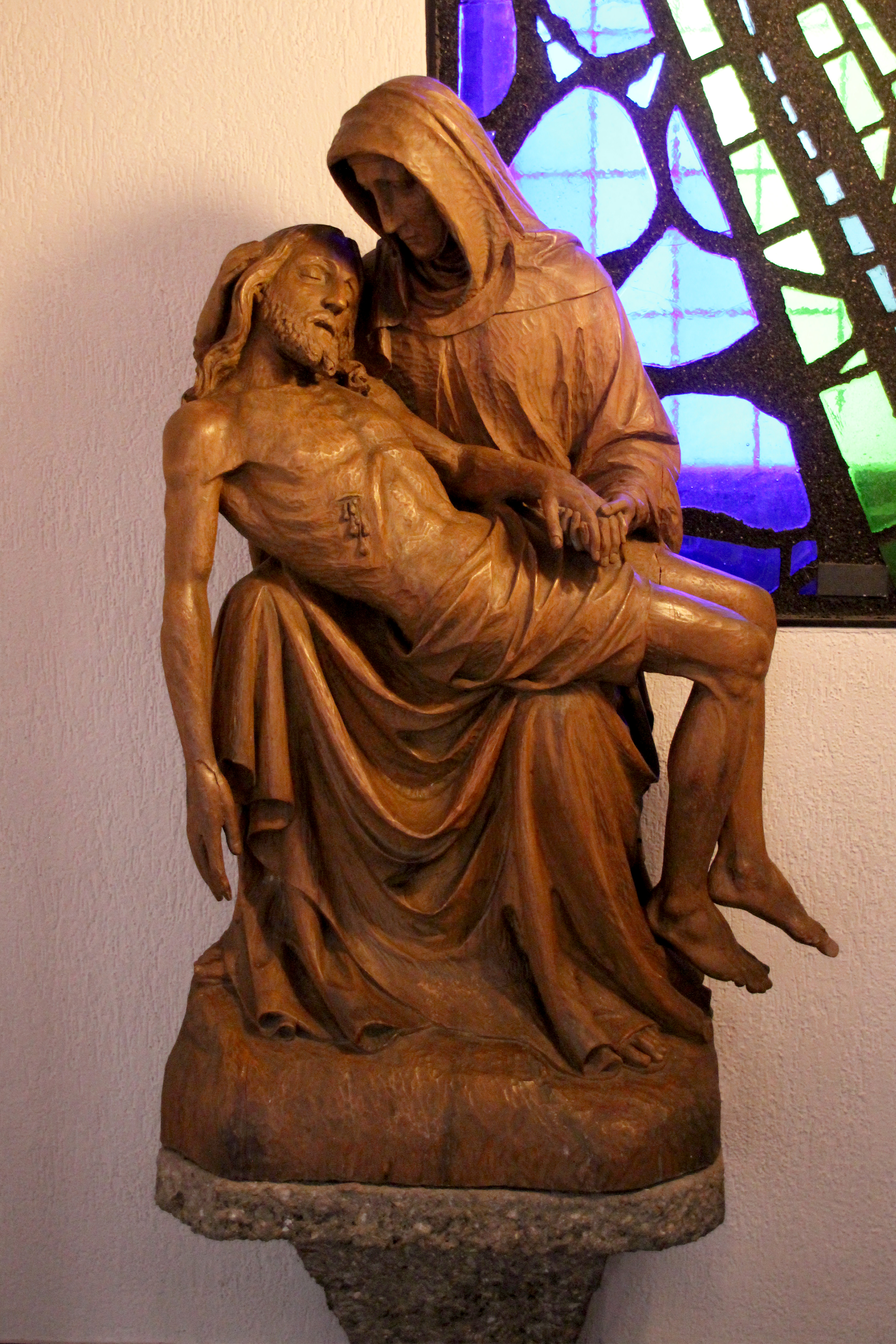
Figur der Pietá

Die römisch-katholische Filialkirche St. Heribert befindet sich in Eschweiler über Feld, einem Ortsteil der Gemeinde Nörvenich im Kreis Düren in Nordrhein-Westfalen. Sie wurde zwischen 1894 und 1896 nach Plänen von Theodor Roß erbaut.
Das Kirchengebäude ist dem hl. Heribert von Köln geweiht und unter Nummer 16 als Baudenkmal in die Liste der Baudenkmäler in Nörvenich eingetragen. Die Kirche gehört zur Großpfarre St. Josef, Nörvenich.

## Lage
Das Kirchengebäude befindet sich am westlichen Ortsrand von Eschweiler über Feld an der Heribertstraße (L 263). Auf der gegenüberliegenden Straßenseite liegt der Alte Friedhof.

## Geschichte
Eine Kirche in Eschweiler über Feld wurde erstmals schriftlich in einer Urkunde vom 1. April 1003 erwähnt. Darin wird bekundet, dass Erzbischof Heribertus von Köln der neu erbauten Abtei Deutz Kirche und Hof in Eschweiler über Feld zum Unterhalt des Klosters schenkte. Somit handelte es sich bei der Kirche von Eschweiler über Feld vor 1003 um eine bischöfliche Eigenkirche, was auf ein sehr hohes Alter schließen lässt. Es ist anzunehmen, dass Eschweiler über Feld bereits zu dieser Zeit eigenständige Pfarrei war. Bis 1630 stellten Benediktinermönche der Abtei Deutz die Pfarrer in Eschweiler über Feld. Erst seit 1630 wurden weltliche Geistliche als Pastor ernannt.
Im Jahr 1739 beanspruchte der Dompropst von Köln das Kollationsrecht über die Pfarrkirche, welches seit 1003 der Abtei Deutz zustand, für sich. Der Abt von Deutz konnte ihm gegenüber jedoch nachweisen, dass ihm dieses Recht nicht zustand, wodurch die Abtei Deutz weiterhin Kollator blieb. Dieses Recht erlosch erst im Zuge der Franzosenzeit und der Auflösung der Abtei im Jahr 1804.
Zum 1. Januar 1966 wurde das Pfarrgebiet durch Umpfarrung um die Filiale Ollesheim mit der Termelineskapelle und das Gut Kauweiler vergrößert, welche zuvor zur Pfarre Nörvenich zählten. 
Am 1. Januar 2010 wurde die Pfarre St. Heribert nach rund 1000 Jahren aufgelöst und mit den ebenfalls zu diesem Zeitpunkt aufgelösten Pfarreien Binsfeld, Frauwüllesheim, Hochkirchen, Nörvenich, Rath und Wissersheim zur neuen Großpfarre St. Josef fusioniert.

## Baugeschichte
Die Vorgängerkirchen der heutigen Kirche befanden sich gegenüber auf dem Alten Friedhof. Über die 1003 erwähnte Kirche ist nichts näheres bekannt. Vermutlich einige Jahrhunderte später wurde an gleicher Stelle eine romanische Kirche erbaut, welche 1696 durch Strebepfeiler gestützt werden musste. Um 1500 erfolgte ein Umbau des Chors im gotischen Stil und 1854 wurde eine neue Sakristei angebaut. Erst im Jahre 1837 bekam die Kirche eine Orgel. Sie war aber bereits 1859 reparaturbedürftig und musste von der Orgelbauwerkstatt Kalscheuer aus Nörvenich instand gesetzt werden. Die alte Kanzel wurde 1861 durch eine neue ersetzt.
Die alte Kirche war aus Backstein erbaut und mit Schiefer gedeckt. Im Turm hingen drei Glocken. Das Schiff hatte eine flache Decke und kleine Fenster mit hölzernen Rahmen. Zu beiden Seiten des Hauptaltars standen die Standbilder des hl. Heribert, des Hauptpatrons, und der hl. Agatha. Die Grundfläche der Kirche betrug etwa 75 m².
Ende des 19. Jahrhunderts war die Kirche für die damals schon dort wohnenden 603 Einwohner zu klein geworden und man beschloss eine neue Pfarrkirche zu erbauen. Als Bauplatz wählte man ein Grundstück gegenüber der alten Pfarrkirche auf der anderen Straßenseite aus. Die Grundsteinlegung erfolgte am 23. September 1894. Bereits zwei Jahre später war die neue Pfarrkirche fertiggestellt und wurde am 6. Mai 1896 durch den Kölner Weihbischof Hermann Joseph Schmitz geweiht. Anschließend wurde die alte Kirche abgerissen. Die Pläne zum Kirchenneubau fertigte der Kölner Architekten Theodor Roß an. Die Kosten betrugen insgesamt 51.300 Mark.

## Baubeschreibung
St. Heribert ist eine im Baustil der Neugotik erbaute einschiffige Saalkirche in fünf Jochen aus Backsteinen mit einem vorgebauten und viergeschossigen Glockenturm im Norden und einem einjochigen und dreiseitig geschlossenen Chor im Süden. An den Chor schließen sich links und rechts zwei Sakristeien an. Der Innenraum wird von Kreuzrippengewölben überwölbt und die Fenster besitzen zweibahniges Maßwerk. Insgesamt stehen den Gläubigen 150 Sitzplätze zur Verfügung. Aufgrund des Grundstücks ist die Kirche nicht geostet.

## Ausstattung
Im Innenraum befindet sich eine moderne Ausstattung bestehend aus Altar, Ambo und Tabernakel. Von der ursprünglichen Ausstattung haben sich noch einige zum Teil bemalte Heiligenfiguren aus Holz erhalten. Die Buntglasfenster schuf der Dürener Glasmaler Hermann Gottfried im Jahr 1955.

## Pfarrer
Folgende Pfarrer wirkten bis zur Auflösung der Pfarre als Pastor an St. Heribert:
| von – bis | Name                  |
| --------- | --------------------- |
| 1926–1936 | Matthias Struff       |
| 1936–1948 | Wilhelm Ahrens        |
| 1949–1976 | Wilhelm Pohl          |
| 1976–1986 | P. Herbert Bläser MSF |
| 1986–1992 | Klaus Dors            |
| 1992–2000 | P. Josef Lieth CSSp   |
| 2000–2007 | Hermann Küppers       |
| 2007–2010 | Raphael Häckler       |